# Grant-Frontier Park
 (février 2023).
Si vous disposez d'ouvrages ou d'articles de référence ou si vous connaissez des sites web de qualité traitant du thème abordé ici, merci de compléter l'article en donnant les références utiles à sa vérifiabilité et en les liant à la section « Notes et références ».
Grant-Frontier Park est un parc des États-Unis situé dans le sud-est de Denver, dans le Colorado. Il est se trouve plus précisément sur le site qu'occupait Montana City. Le parc s'appelle ainsi en l'honneur de la Grant Junior High School (maintenant Grant Middle School) dont les enseignants et élèves découvrirent le site, le nettoyèrent et le restaurèrent tout en essayant de comprendre l'histoire de cette cité remplacée par Denver.